# Helmut Witt

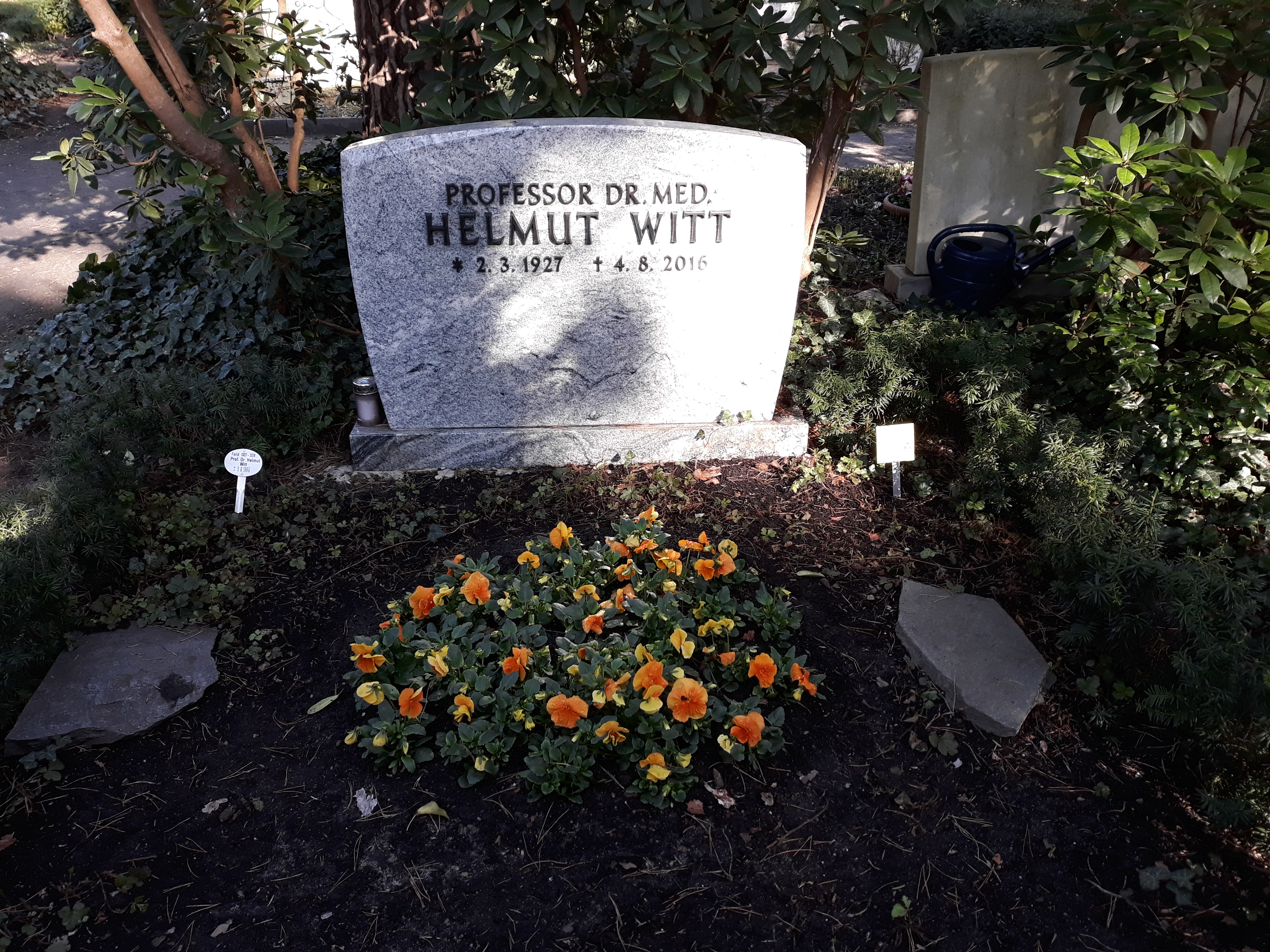
Das Grab von Helmut Witt auf dem Waldfriedhof Dahlem in Berlin.

Helmut Walter Witt (* 2. März 1927 in Berlin; † 4. August 2016 ebenda) war ein deutscher Radiologe, Hochschullehrer und von 1965 bis 1992 Chefarzt des Röntgendiagnostischen Zentralinstituts am Rudolf-Virchow-Krankenhaus. 

## Leben
Nachdem Helmut Witt im Jahr 1944 Abitur gemacht hatte, studierte er von 1946 bis 1952 Medizin an der Humboldt-Universität Berlin. 1962 wurde er 1. Oberarzt am Röntgendiagnostischen Zentralinstitut des Rudolf-Virchow-Krankenhauses und später dirigierender Arzt. 1970 erfolgte die Habilitation für Röntgenologie mit Lehrbefähigung an der Freien Universität Berlin. 1974 wurde er zum außerplanmäßigen Professor am Röntgendiagnostischen Zentralinstitut des Rudolf-Virchow-Krankenhauses berufen.
Witt war von 1989 bis 2004 1. Vorsitzender und ab 2004 Ehrenvorsitzender der Gesellschaft der Freunde des Deutschen Herzzentrums Berlin e.V. sowie „langjähriger Präsident der Deutschen Gesellschaft für Allgemeinmedizin und Familienmedizin“. 1992 erhielt er das Bundesverdienstkreuz 1. Klasse.

## Schriften
- mit Herta Bürger: Mammadiagnostik im Röntgenbild. de Gruyter, Berlin 1968, ISBN 3-11-007667-5. 2. Auflage 1981.
- mit Hiroshi Oshima, Herta Bürger: Gastrokamera- und Röntgendiagnostik. de Gruyter, Berlin 1972, ISBN 3-11-001687-7.
- mit Elmar Schnepper, Lothar Schertel, Dietlof Puppe, Karl zum Winkel: Atlas der Xeroxradiographie. Urban und Schwarzenberg, München 1976, ISBN 3-541-07581-3.
- mit Joachim Gabka, Herbert Harnisch: Röntgenatlas der Kiefer- und Gesichtschirurgie. Quintessenz, Berlin 1977, ISBN 3-87652-370-2.